# Тексгома (Техас)
Тексгома (англ. Texhoma) — місто (англ. city) в США, в окрузі Шерман штату Техас. Населення — 258 осіб (2020).

## Географія
Тексгома розташована за координатами 36°29′37″ пн. ш. 101°47′38″ зх. д. / 36.49361° пн. ш. 101.79389° зх. д. (36.493700, -101.793764).  За даними Бюро перепису населення США в 2010 році місто мало площу 4,91 км², уся площа — суходіл.

## Демографія
Згідно з переписом 2010 року, у місті мешкало 346 осіб у 130 домогосподарствах у складі 97 родин. Густота населення становила 70 осіб/км².  Було 157 помешкань (32/км²).
Расовий склад населення:
| - 90,2 % — білих - 0,9 % — чорних або афроамериканців - 0,3 % — корінних американців - 6,9 % — осіб інших рас |

До двох чи більше рас належало 1,7 %. Частка іспаномовних становила 21,7 % від усіх жителів.
За віковим діапазоном населення розподілялося таким чином: 27,7 % — особи молодші 18 років, 57,0 % — особи у віці 18—64 років, 15,3 % — особи у віці 65 років та старші. Медіана віку мешканця становила 39,2 року. На 100 осіб жіночої статі у місті припадало 100,0 чоловіків;  на 100 жінок у віці від 18 років та старших — 98,4 чоловіків також старших 18 років.
Середній дохід на одне домашнє господарство  становив 61 744 долари США (медіана — 54 750), а середній дохід на одну сім'ю — 74 451 долар (медіана — 63 558). Медіана доходів становила 52 679 доларів для чоловіків та 27 292 долари для жінок. За межею бідності перебувало 17,1 % осіб, у тому числі 25,0 % дітей у віці до 18 років та 3,3 % осіб у віці 65 років та старших.
Цивільне працевлаштоване населення становило 154 особи. Основні галузі зайнятості: транспорт — 25,3 %, освіта, охорона здоров'я та соціальна допомога — 20,1 %, виробництво — 17,5 %.